# Chelan County

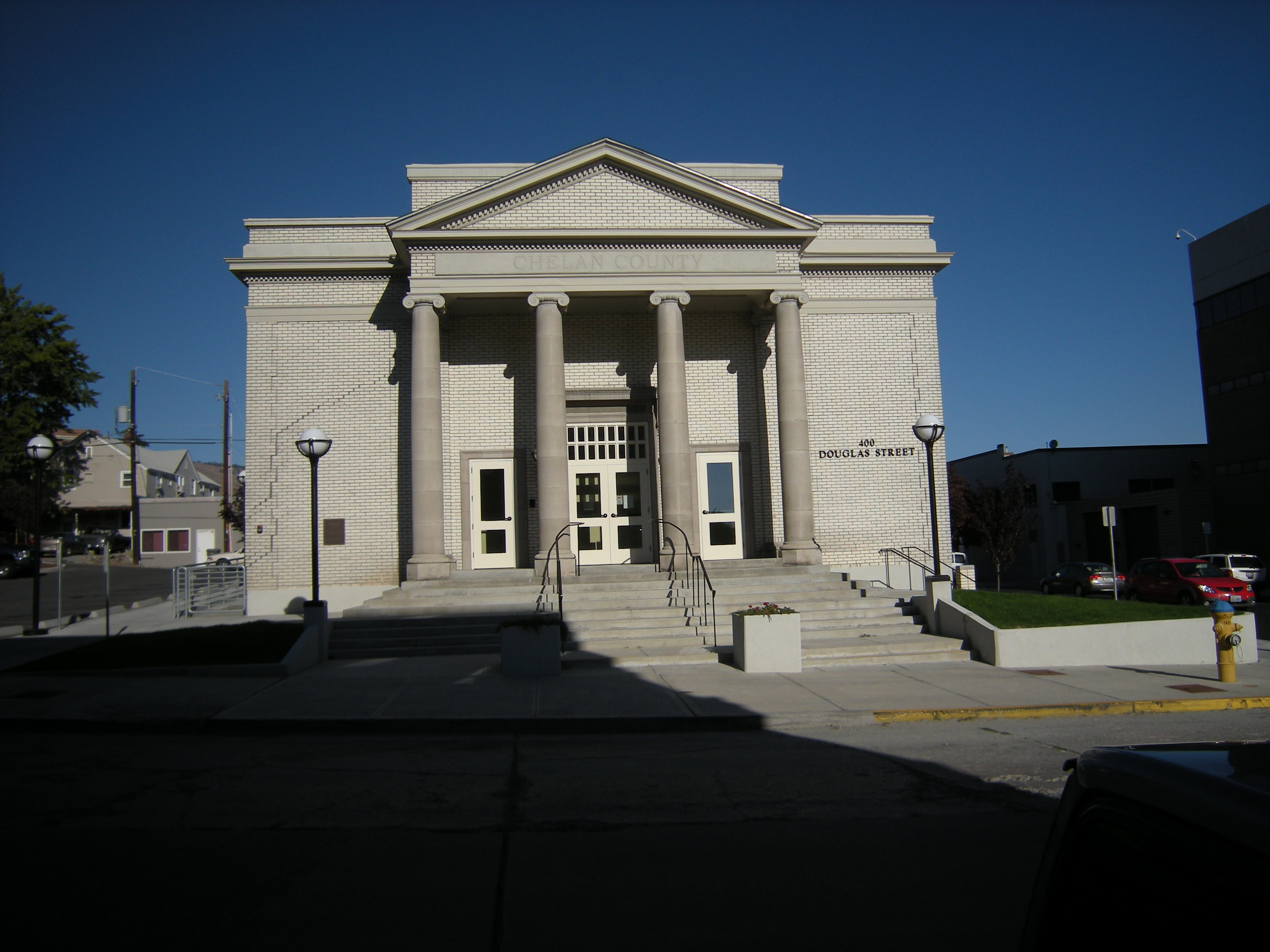
Das Chelan County Administration Building

Das Chelan County ist ein County im US-Bundesstaat Washington der Vereinigten Staaten. Der Verwaltungssitz (County Seat) ist Wenatchee. Das U.S. Census Bureau hat bei der Volkszählung 2020 eine Einwohnerzahl von 79.074 ermittelt.

## Geographie
Im County liegt der Lake Chelan. Er ist mit einer Tiefe von 452 m der dritttiefste See der Vereinigten Staaten und der neunttiefste der Erde. Das County hat eine Fläche von 7753 Quadratkilometern; davon sind 187 Quadratkilometer (2,41 Prozent) Wasserflächen.

## Geschichte
Das County wurde am 13. März 1899 gegründet. Der Name des Countys geht auf den Indianerstamm der Chelan zurück. Der Name ist eine Ableitung aus einem Wort aus einer Salish-Sprache, Tsi - Laan, was tiefes Wasser bedeutet. Nach demselben Wort wurden auch der Lake Chelan und der Chelan River benannt.

## Demografische Daten

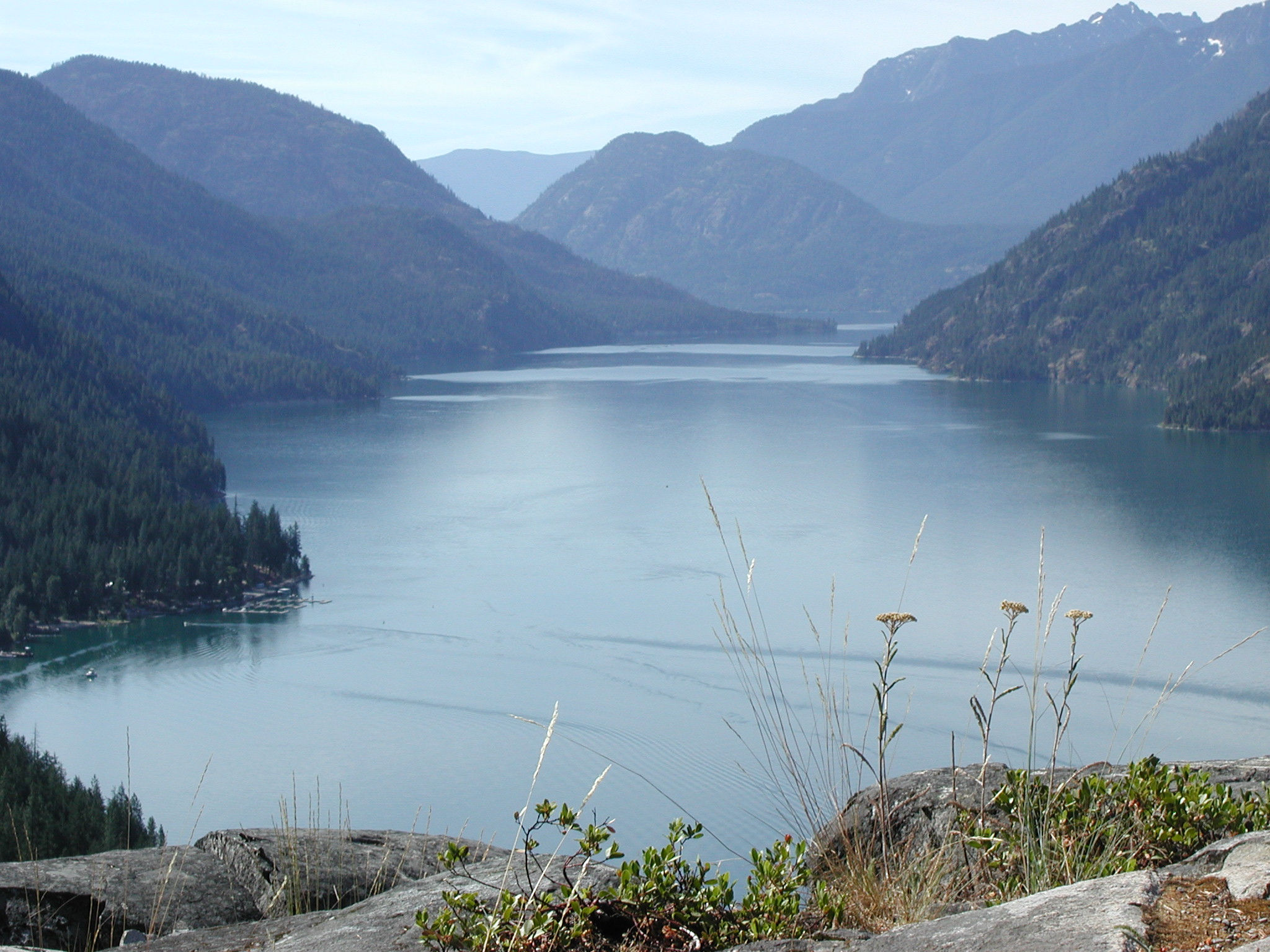
Nordende des Lake Chelan

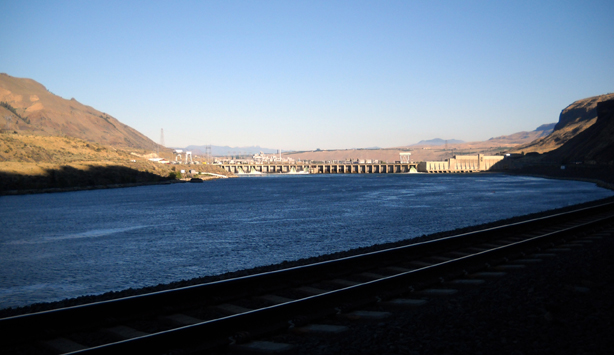
Der Rock Island Dam

Nach der Volkszählung im Jahr 2000 lebten im County 66.616 Menschen. Es gab 25.021 Haushalte und 17.364 Familien. Die Bevölkerungsdichte betrug 9 Einwohner pro Quadratkilometer. Ethnisch betrachtet setzte sich die Bevölkerung zusammen aus 83,63 % Weißen, 0,26 % Afroamerikanern, 0,99 % amerikanischen Ureinwohnern, 0,68 % Asiaten, 0,12 % Bewohnern aus dem pazifischen Inselraum und 12,19 % aus anderen ethnischen Gruppen; 2,14 % stammten von zwei oder mehr ethnischen Gruppen ab. 19,26 % der Bevölkerung waren spanischer oder lateinamerikanischer Abstammung.
Von den 25.021 Haushalten hatten 34,50 % Kinder und Jugendliche unter 18 Jahre, die bei ihnen lebten. 56,40 % waren verheiratete, zusammenlebende Paare, 8,70 % waren allein erziehende Mütter. 30,60 % waren keine Familien. 25,10 % waren Singlehaushalte und in 10,80 % lebten Menschen im Alter von 65 Jahren oder darüber. Die Durchschnittshaushaltsgröße betrug 2,62 und die durchschnittliche Familiengröße lag bei 3,14 Personen.
Auf das gesamte County bezogen setzte sich die Bevölkerung zusammen aus 28,00 % Einwohnern unter 18 Jahren, 8,30 % zwischen 18 und 24 Jahren, 27,20 % zwischen 25 und 44 Jahren, 22,70 % zwischen 45 und 64 Jahren und 13,90 % waren 65 Jahre alt oder darüber. Das Durchschnittsalter betrug 36 Jahre. Auf 100 weibliche Personen kamen 99,10 männliche Personen, auf 100 Frauen im Alter ab 18 Jahren kamen statistisch 96,80 Männer.

Das jährliche Durchschnittseinkommen eines Haushalts betrug 37.316 USD, das Durchschnittseinkommen der Familien betrug 46.293 USD. Männer hatten ein Durchschnittseinkommen von 35.065 USD, Frauen 25.838 USD. Das Prokopfeinkommen betrug 19.273 USD. 12,40 % der Bevölkerung und 8,80 % der Familien lebten unterhalb der Armutsgrenze. 16,00 % davon waren unter 18 Jahre und 7,40 % waren 65 Jahre oder älter.

## Schutzgebiete
| - Lake Chelan National Recreation Area - North Cascades National Park (partiell) | - Wenatchee National Forest (partiell) - Wenatchee Confluence State Park |